# علی شلال قیسی
علی شلال قیسی زندانی شماره ۱۵۱۷۱۶ زندان ابوغُرَیب در عراق بود که عکس‌های شکنجه جسمی وی برای روزها در صفحات مجلات و روزنامه‌های جهان قرار داشت. در معروفترین این عکس‌ها، به دستان و آلت تناسلی وی کابل برق وصل شده بود، و به وی گفته شده بود در صورت تکان خوردن دچار برق‌گرفتگی خواهد شد. البته پس از افشای ماجرا ارتش آمریکا، اعلام کرد، کابل‌ها به برق وصل نبوده‌است، این ادعا را بعداً وی تکذیب کرد.
علی شلال قیسی در مورد عکس معروف که وی را در حالت ایستاده روی یک جعبه نشان می‌دهد می‌گوید:
 ۱۵ روز از مدت حبسم را این‌گونه گذراندم. بعد از چند روز که برهنه در این وضعیت بودم، ملحفه‌ای به من دادند تا بدنم را بپوشانم و آن را به شکل بالاپوش درآوردند. در حالی که روی آن جعبه بودم سیم‌های برق را به دستم متصل کرده بودند و باید همان‌طور سرپا می‌ایستادم. پنج مرتبه شوک الکتریکی به من دادند و همین مقدار کافی بود تا زبانم را گاز بگیرم
جراحت‌های بسیار دست این زندانی باعث شده تا به او لقب «مرد چنگکی» بدهند.

## دستگیری
اطلاعات دولت ائتلافی عراق نشان می‌دهد که قیسی در زمان انتشار عکس یاد شده در زندان ابوغریب بوده‌است. از سوی دیگر اطلاعات به دست آمده حاکی از آن است که کارشناسان دیده بان حقوق بشر و سازمان عفو بین‌الملل معتقدند که وی همان زندانی است که در حال شکنجه به تصویر کشیده شده‌است.
قیسی در زمان صدام حسین بخشدار بوده و پس از سقوط دولت صدام کار مدیریت پارکینگ یک مسجد را بر عهده گرفته بود.
او در اکتبر سال ۲۰۰۳ به دلیل اینکه سربازان آمریکایی آشغال‌های منطقه را در یک زمین فوتبال انبار کرده بودند از آن‌ها شکایت کرد و به ارتش آمریکا، سازمان‌های حقوق بشری و رسانه‌ها این موضوع را منتقل کرد. همین امر عامل دستگیری وی خوانده شده‌است.

قیسی در مورد شکنجه‌ها می‌گوید: 
شکنجه‌ها عجیب و غریب و جنسی بودند. پیرمردی را مجبور به پوشیدن لباس زیر زنانه می‌کردند، جوانی را مجبور به درگیری با زندانیان بزرگسال می‌کردند، به زندانیان دستور می‌دادند تپه‌ای انسانی بسازند. جشن موسیقی شکنجه دیگری بود که زندانیان را مجبور می‌کردند جلوی بلندگوهای بزرگ بنشینند و صدای آزاردهنده و گوش خراش آن‌ها را گوش دهند.

قیسی ادامه می‌دهد پس از آنکه سربازی ادرار خود را روی من ریخت، نوبت به شکنجه‌ای که عکس آن منتشر شده، رسیده بود. او می‌گوید: 
تمام سربازها یک دوربین داشتند و عکس‌هایی که از ما در آن وضعیت می‌گرفتند را نشانمان می‌دادند و تهدید می‌کردند که این عکس‌ها را به خانواده‌های مان نشان خواهند داد

## آزادی
وی پس از شش ماه حبس در ابوغریب آزاد می‌شود. علی شلال قیسی پس از آزادی در سال ۲۰۰۴ به همراه چند تن از شکنجه‌شدگانی که در تصاویر منتشر شده از ابوغریب به چشم می‌خورند انجمن قربانیان زندان‌های اشغالگری آمریکا را تأسیس کردند.
وی هم‌اکنون ساکن عمان است.